# 虎牢関
虎牢関（ころうかん, Hulao Pass）は、中国の秦の荘襄王から現在の河南省鄭州市滎陽市汜水鎮の西南部に置かれた関所。洛陽東辺を扼する要衝であった。「虎牢」という地名は、周の穆王がこの地で虎を飼っていたことに由来する。春秋時代に晋を中心とする諸侯が鄭のために城を築いたとされる。この地は険しく防衛に適していたため、歴代王朝はこの地に城塞を建設した。また、古代から数々の戦いの舞台となり、唐の李世民と竇建徳が決戦したことでも知られる。漢代においては成皋関（せいこうかん）と称され、後漢末においては旋門関（せんもんかん）と称された。また唐代においては、高祖李淵の祖父である李虎の諱を避けて武牢関（）とも称された。明代においては古崤関（ここうかん）と称された。
『三国志演義』では、191年に袁紹率いる反董卓連合と董卓軍の間で行なわれた虎牢関の戦いが有名であるが、正史における最古の関所の記事は『新唐書』であり、後漢時代には関所ではなく城が置かれていたようである。
なお、虎牢関は汜水関（）とも呼ばれる。『三国志演義』では虎牢関と汜水関は別々の地名として出てくるが、この2つは同一の場所に設置された関所であり、『三国志演義』の叙述は正確なものではない。